# Saumur (hrad)
Hrad Saumur leží ve francouzském městě Saumur v departementu Maine-et-Loire, na soutoku Loiry a Thouetu. Roku 1862 byl zapsán do seznamu Historických monumentů Francie.

## Historie
Původní budova byla postavena v 10. století Thibaultem le Tricheur jako součást opevnění proti normanským nájezdům. Roku 1026 přešla do rukou Fulka III., hraběte z Anjou, který jej odkázal svým příbuzným z rodu Plantagenetů. Roku 1067 byla pevnost zničena a hrad byl přestavěn anglickým králem Jindřichem II. na konci 12. století. Na počátku 13. století se Saumur stal majetkem francouzského krále Filipa II. Poté ještě několikrát změnil majitele. Roku 1621 zde byla zřízena kasárna, době vlády císaře Napoleona sloužil jako vězení.

## Muzejní expozice
V první polovině 20. století hrad převzalo město Saumur a začalo s jeho rekonstrukcí. Bylo zde zřízeno muzeum dekorativních umění a muzeum koňských dostihů. Hostí také muzeum hraček.